# キャプテン・カナック
キャプテン・カナック(Captain Canuck)は、カナダのスーパーヒーロー。
作家ロン・レーシュマン(Ron Leishman)と画家兼副作家のリチャード・コメリー(Richard Comely)によって創造された。初出は「キャプテン・カナック」誌1号（Comely Comix、1975年7月）。
多くのインディペンデント系コミックと同様に「キャプテン・カナック」誌は散発的に発表され、
アメリカ合衆国とカナダのコレクター間でカルト的な人気を博した。
カナダの国旗（赤いカエデの葉）をモチーフにしたコスチュームを身につけたこのキャラクターは3人存在する。
キャプテン・カナックはマーベル・コミックのスーパーヒーロー、ガーディアン（カナダのヒーローチーム「アルファフライト」のリーダー）と混同されることも多い。双方とも非常に酷似したコスチュームを身にまとい、もちろん両者ともカナダ人である。

## 初代
初代キャプテン・カナックは、カナダが世界一の強国となっている1993年の未来世界を舞台にし、カナダを守護するCISO(Canadian International Security Agency)のエージェントである。
本名トム・エヴァンズ(Tom Evans)。地球外生命体との接触により超人的な肉体を得たカナダ政府所属のスパイである。
このバージョンは、3号まで出版され、1976年に一時中断した。その後CKRプロダクション社から、1979年から1981年にかけて11号（＋サマースペシャル号）が出版された。2004年にComely社から最終号（15号）が限定版として出版された。

## 二代目
本名ダレン・オーク(Darren Oak)。新たな地球規模の陰謀と戦うヒーローである。
1993年にSemple Comics社から第0号から3号までの四冊が出版された。画はリチャード・コメリー、レナード・カーク(Leonard Kirk)、サンディ・カラザーズ(Sandy Carruthers)。インクはエリック・テリオ(Eric Theriault)。短期間だが新聞の連載漫画（コミック・ストリップ）にもなっている。

## 三代目
本名デイビッド・センプル(David Semple)。ウェストコースト・キャプテン・カナック(West Coast Captain Canuck)と呼ばれることもある。RCMP（王立カナダ騎馬警察）の巡査デイビッド・センプルは、アンホーリー・アヴェンジャーズ(Unholy Avengers)と呼ばるバイカー・ギャングに潜入するためバイカー風にアレンジされたキャプテン・カナックのコスチュームを身にまとった。
作及び画はリエルとドリューのラングロワ兄弟(Riel and Drue Langlois)。編集はリチャード・コメリー。2004年、Comely Comicsから「キャプテン・カナック：アンホーリー・ウォー」(Captain Canuck: Unholy War)のタイトルで出版された。「アンホーリー・ウォー」は、3号のミニシリーズで、最終号は2005年1月に出版された。しかし、2007年8月にHot Hail Comics社から完結編として第4号が出版された。

## キャプテン・カナック：レガシー
2006年秋に「キャプテン・カナック：レガシー」(Captain Canuck: Legacy)と名づけられた新たなミニシリーズがスタートした。
このシリーズには、2つのストーリーの続編が含まれている。まず一つは、二代目キャプテン・カナックによるカナダへの違法な武器の密輸阻止の物語。そして二つ目は三代目キャプテン・カナックの継続的な活躍である。
出版そのものは現在止まっているが、公式ウェブサイトでは2009年にシリーズが完結し、若干の加筆を加えた後、グラフィックノベルとして刊行されるとしている。